# 佐佐木日菜子
佐佐木日菜子（日语：／ Sasaki Hinako，8月10日—），日本女性配音員。出身於岩手縣。81 Produce所屬。身高156cm。A型血。

## 簡歷
81演技研究所東京校畢業。

## 人物
方言：岩手方言（帶有濃重的口音）。聲種：女高音（音域：mid1G～hihihiG）。
興趣、特長：唱歌、看棒球。在棒球方面，她支持廣島東洋鯉魚隊和佐佐木朗希。特長：口音濃重的岩手方言、教授岩手方言、游泳。
她的嗜好是去海邊、吃海鮮（尤其是裙帶菜、和布蕪）、觀察海洋生物、收集帶有海洋生物圖案的雜貨，以及購買大眼蛙和茉莉兔等周邊商品。

## 演出
粗體字表示主要角色。

### 電視動畫
2005年
- 增血鬼果林（女子）
- 機獸創世紀（女性、男孩子）
- 哈姆太郎（妹妹）

2006年
- 神奇寶貝超世代（十子）
- 鍊金三級魔法少女（小孩）

2007年
- 魔女獵人（B淑女3號）
- 鐵馬少年（學生）
- 花漾明星KIRARIN（女孩子、顧客）
- 發條武士（日语：ぜんまいざむらい）（2007年—2009年，、五月雨太夫、小孩B）
- BAMBOO BLADE（吉河老師）
- 可愛小水滴（日语：ぷるるんっ!しずくちゃん）（2007年—2008年，舞舞、女人、家事機器人）2系列
- 意外（2007年—2008年，班上同學C、班上同學A、夥伴）
- 灣岸競速（女學生、相澤圭一郎〈小時候〉）

2008年
- 艾莉森與莉莉亞（一年級生、男孩子A、小孩、男孩子）
- 閃電十一人（2009年—2011年，音無春奈[5]）
- 銀魂（女子B、女）
- 武裝機甲（矢島紗季）
- 最棒！塔麻可吉！（花花吉）
- 全力兔（賣家）
- 帝托拉傳奇（妹妹）
- 出包王女（學生、情侶女性、小孩）
- 神奇寶貝鑽石&珍珠（2008年—2011年，鈴鐺響、女學生A、十子）1系列 + 特別篇
- 神奇寶貝不可思議迷宮 時間探險隊·黑暗探險隊（日语：ポケモン不思議のダンジョン 時の探検隊・闇の探検隊#テレビアニメ）（小貓怪〈妹〉）
- 超時空要塞F（小藍、布雷拉·斯特恩〈少年時期〉、主播、女高中生）

2009年
- 元素高手（訓練生）
- 戀愛班長（惠美梨）
- 奇蹟少女KOBATO.（2009年—2010年，亮平、女孩子）
- 聖劍鍛造師（麗莎·奧克伍德）
- ARKER THAN BLACK -流星之雙子-（女孩子B）
- 塔麻可吉！（2009年—2014年，花花吉、巴古巴古吉、溫蒂吉、熊熊吉、玉子公主、小牌吉、石牌吉弟、甘來吉、恰比吉、百名吉、沖洗吉、紫蟲吉、章魚美吉、媽媽撫子吉 等）4系列
- 奇奇的異想世界 新的家（隆、犬、黑通通、小貓）
- 潘朵拉之心（女學生C）
- 神奇寶貝不可思議迷宮 空之探險隊·最後的冒險（日语：ポケモン不思議のダンジョン 時の探検隊・闇の探検隊#ポケモン不思議のダンジョン 空の探検隊 時と闇をめぐる最後の冒険）（風鈴鈴）

2011年
- 閃電十一人GO（2011年—2013年，音無春奈、妮拉、矢嶋成海、夜叉、布魯·雷克斯、梅亞、皮諾、阿曼達·塔娜、圖爾卡·波塔 等）3系列
- 爆漫王。（男孩子）

2014年
- 卡片鬥爭!! 先導者G（瑛太）

2015年
- （八重子）

2018年
- 閃電十一人 戰神的天秤／俄里翁的刻印（2018年－2019年，音無春奈、阿保露光）2系列

### 電影動畫
2007年
- 劇場版 塔麻可吉：DOKI DOKI！星球大暴走!?（日语：えいがでとーじょー! たまごっち ドキドキ! うちゅーのまいごっち!?）（巴古巴古吉、花花吉）
- 劇場版 神奇寶貝：決戰時空之塔 帝牙盧卡VS帕路奇犽VS達克萊伊（瑪力露）
- 老鼠物語：喬治和傑拉爾德的冒險（日语：ねずみ物語）（老鼠群[6]）

2008年
- 劇場版 塔麻可吉：宇宙第一的快樂物語!?（日语：映画! たまごっち うちゅーいちハッピーな物語!?）（巴古巴古吉）
- 劇場版 神奇寶貝：騎拉帝納與冰空的花束 潔咪（佳子）

2009年
- 劇場版 超時空要塞F：虛空歌姬（日语：劇場版 マクロスF）（小藍）

2010年
- 劇場版 閃電十一人：最強軍團王牙來襲（音無春奈）
- 昆蟲物語 孤兒哈奇 ～勇氣的旋律～（公園的蟻群）

2011年
- 劇場版 閃電十一人GO：究極之絆 獅鷲獸（音無春奈）
- 劇場版 超時空要塞F：戀離飛翼（小藍）

2012年
- 柳瀨嵩劇場 機器人弟弟與小鳥（日语：やなせたかしメルヘン劇場#ロボくんとことり）（鴨子）

2017年
- 塔麻可吉：秘密傳達大作戰！（玉子公主）

### OVA
- .hack//G.U. TRILOGY（日语：.hack//G.U. TRILOGY）（2008年）
- 柳瀨嵩童話劇場 機器人弟弟與小鳥（日语：やなせたかしメルヘン劇場）（2008年，鴨子）
- 文學少女 回憶篇III 琴吹七瀨篇 -戀愛少女的狂想曲-（2010年，女中學生3）
- 閃電十一人 Reloaded（2018年，音無春奈）

### 網路動畫
- 閃電十一人 Outer Code（2016年，喜多海流、阿保露光、音無春奈、栗松晉平、栗松勝平、栗松悅子）

### 遊戲
2006年
- 閃亮明星之路猜謎（日语：きらめきスターロード♪イントロ倶楽部♪）（田邊美佐子）

2008年
- 超時空要塞邊疆王牌（日语：マクロスエースフロンティア）（女駕駛A）

2009年
- 閃電十一人2 威脅的侵略者 烈火／寒冰（音無春奈）
- 宵星傳奇（受理小姐）[注 1]
- 超時空要塞終極邊疆（日语：マクロスアルティメットフロンティア）（白河美幸）

2010年
- 閃電十一人3 挑戰世界!! 閃光／炸彈／王牙（音無春奈）
- 來電卡片！塔麻可吉！（日语：カードでちゃくしん!たまごっち!）（花花吉、玉子公主、初代玉子公主、黑暗花X）
- 塔麻可吉的極限挑戰（日语：たまごっちのなりきりチャレンジ）（花花吉）

2011年
- 閃電十一人 王牌前鋒（2011年—2012年，音無春奈、阿波羅、喜屋武梨花、小鳥遊忍、夜叉、妮拉、麥考爾·基薩拉）3作品[系列 1]
- 閃電十一人GO（2011年—2013年、音無春奈、佐助〈子犬〉、梅亞、矢嶋成海）3作品[系列 2]
- 塔麻可吉收藏集（花花吉、玉子公主）
- 超時空要塞三角邊疆（日语：マクロストライアングルフロンティア）（白河美幸）

2015年
- 碧藍幻想（諾魯塞爾[7]）

2019年
- 宵星傳奇 REMASTER（接待小姐）

2020年
- 最終幻想VII 重製版

### 廣播劇CD
- 我想愛上你（2006年，護士B）
- 宵星傳奇（2009年，萊拉）

### 外語配音

#### 動畫
- 湯瑪士小火車 ※東京電視台版。

### 廣播節目
- 聲優王國！我喜歡你的聲音（大阪電台，主持人〈第9期〉）

### 廣播劇
- VOMIC 青空吶喊（日语：青空エール）（2009年，森優花）

## 音樂作品

### 角色歌曲
| 發行日期 | 標題                                | 名義                                                                 | 曲名   | 備註                           |
| 2014年   | 2014年                              | 2014年                                                               | 2014年 | 2014年                         |
| -------- | ----------------------------------- | -------------------------------------------------------------------- | ------ | ------------------------------ |
| 2月19日  | 閃電十一人系列5週年紀念「衷心感謝」 | 木野秋（折笠富美子）、音無春奈（佐佐木日菜子）、雷門夏未（小林沙苗） | 「」   | 電視動畫《閃電十一人》相關歌曲 |

## 腳註

## 外部連結
- 佐佐木日菜子 （日語）—81 Produce公式官網
- （日語）—佐佐木日菜子的官方個人部落格。
  -  （日語）—（舊）佐佐木日菜子的官方個人部落格。
- 佐佐木日菜子的X（前Twitter） （日語）